# Kollár László (vegyészmérnök)
Kollár László (Kaposvár, 1955. május 26. –) Akadémiai Díjas és Széchenyi-díjas magyar kémikus, vegyészmérnök, a Pécsi Tudományegyetem professzora, a Magyar Tudományos Akadémia rendes tagja.

## Élete
1979-ben szerzett vegyész diplomát a mai Pannon Egyetemen, majd 1987 és 1996 között végig járta a ranglétrát és egyetemi docens kinevezést kapott. Doktori fokozatát a Magyar Tudományos Akadémia Petrolkémiai Tanszéki Kutató Csoportban szerezte meg 1982-ben. Egy évet töltött a svájci Eidgenössische Technische Hochschule-n (Szövetségi Műszaki Főiskola). 1997 óta a Pécsi Tudományegyetemen tanszékvezető egyetemi tanár, valamit 1998 és 2001 között természettudományi kar dékánja. 2016-ban a Magyar Tudományos Akadémia levelező, 2022-ben rendes tagjává választották.
Kutatási területe a homogén katalízis, koordinációs kémia, átmenetifém komplexek szintézise és jellemzése, platina-katalizált hidroformilezés, szteroidok funkcionalizálása.
244 tudományos publikációja van.

## Díjai
- A Magyar Érdemrend parancsnoki keresztje polgári tagozata (2023)[1]